# Saint-Calais-du-Désert
Ne doit pas être confondu avec Saint-Calais.
Saint-Calais-du-Désert est une commune française, située dans le département de la Mayenne en région Pays de la Loire, peuplée de 399 habitants.
La commune fait partie de la province historique du Maine, et se situe dans le Bas-Maine dans le pays de Passais.

## Géographie

### Localisation
La commune est située à 6 km au nord-ouest de Pré-en-Pail dans le parc naturel régional Normandie-Maine.
| La Pallu                    |                        | Lignières-Orgères |
| Neuilly-le-Vendin Couptrain | Saint-Calais-du-Désert |                   |
| Saint-Aignan-de-Couptrain   |                        | Pré-en-Pail       |

### Lieux-dits et écarts
Il y a de nombreux hameaux sur la commune.

### Hydrographie, relief et géologie
- Rivière la Mayenne.

### Climat
Pour des articles plus généraux, voir Climat des Pays de la Loire et Climat de la Mayenne.
En 2010, le climat de la commune est de type climat océanique dégradé des plaines du Centre et du Nord, selon une étude du CNRS s'appuyant sur une série de données couvrant la période 1971-2000. En 2020, Météo-France publie une typologie des climats de la France métropolitaine dans laquelle la commune est exposée à un climat océanique et est dans la région climatique Normandie (Cotentin, Orne), caractérisée par une pluviométrie relativement élevée (850 mm/a) et un été frais (15,5 °C) et venté.
Pour la période 1971-2000, la température annuelle moyenne est de 10,3 °C, avec une amplitude thermique annuelle de 13,8 °C. Le cumul annuel moyen de précipitations est de 845 mm, avec 13 jours de précipitations en janvier et 7,7 jours en juillet. Pour la période 1991-2020, la température moyenne annuelle observée sur la station météorologique de Météo-France la plus proche, sur la commune du Horps à 18 km à vol d'oiseau, est de 11,1 °C et le cumul annuel moyen de précipitations est de 857,1 mm,. Pour l'avenir, les paramètres climatiques de la commune estimés pour 2050 selon différents scénarios d'émission de gaz à effet de serre sont consultables sur un site dédié publié par Météo-France en novembre 2022.

## Urbanisme

### Typologie
Au 1er janvier 2024, Saint-Calais-du-Désert est catégorisée commune rurale à habitat très dispersé, selon la nouvelle grille communale de densité à sept niveaux définie par l'Insee en 2022.
Elle est située hors unité urbaine et hors attraction des villes,.

### Occupation des sols
L'occupation des sols de la commune, telle qu'elle ressort de la base de données européenne d’occupation biophysique des sols Corine Land Cover (CLC), est marquée par l'importance des territoires agricoles (94,1 % en 2018), une proportion identique à celle de 1990 (94,1 %). La répartition détaillée en 2018 est la suivante : 
prairies (55,1 %), terres arables (39 %), forêts (5,9 %). L'évolution de l’occupation des sols de la commune et de ses infrastructures peut être observée sur les différentes représentations cartographiques du territoire : la carte de Cassini (XVIIIe siècle), la carte d'état-major (1820-1866) et les cartes ou photos aériennes de l'IGN pour la période actuelle (1950 à aujourd'hui).

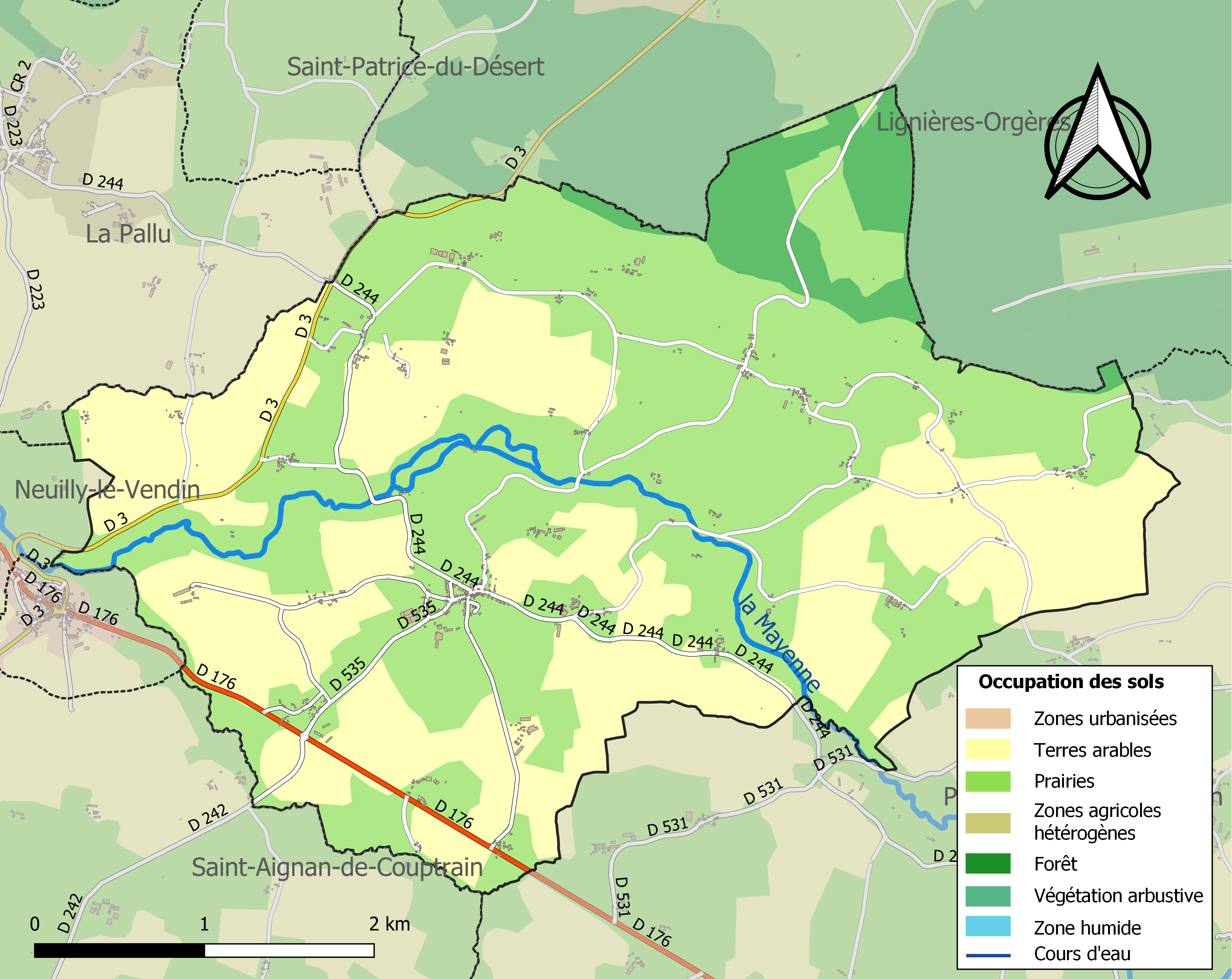
Carte des infrastructures et de l'occupation des sols de la commune en 2018 (CLC).

## Toponymie
Le nom de la localité est attesté sous les formes eccl. S.(ancti) Karilephi au XIe siècle et Saint-Calais en 1793. Cet hagiotoponyme évoque Carilephus, ermite du VIe siècle,.

## Histoire

### Moyen âge

#### Période du duché de Normandie et de l'Empire Plantagenêt (911-1204)
Dans un contexte de tentions entre la Normandie et le Maine sous influence de l'Anjou, Geoffroy II, seigneur chatelain de Mayenne, établit ou renforce une ligne de fortifications constituée des châteaux de Mayenne, Montaigu, Saint-Calais, Saint-Céneri (et peut-être aussi Ernée, Lassay, Couptrain, et Villaines).
Plus tard, en 1098, est signé l'acte de fondation d'un prieuré entre Guillaume de Doucelles et l'abbaye Saint-Vincent du Mans. Guillaume de Doucelles utilise la fondation prieurale comme élément de sa politique personnelle qu’il mène en faveur du pôle castral qu’il met parallèlement en place; c'est pour lui une manière de montrer une certaine indépendance vis-à-vis du chatelain de Mayenne. En effet, il cherche une certaine consécration de son pouvoir local dans la proximité des moines, signifiant nettement que les droits de ces derniers sont intimement liés à la présence de son château.

### Époque contemporaine
En 1992, le Conseil départemental de la Mayenne envisage de créer un barrage afin de produire de l'eau potable. Face à la mobilisation des habitants et de l'association Mayenne Vivante, le projet est abandonné en 2005.

## Population et société

### Démographie
L'évolution du nombre d'habitants est connue à travers les recensements de la population effectués dans la commune depuis 1793. Pour les communes de moins de 10 000 habitants, une enquête de recensement portant sur toute la population est réalisée tous les cinq ans, les populations de référence des années intermédiaires étant quant à elles estimées par interpolation ou extrapolation. Pour la commune, le premier recensement exhaustif entrant dans le cadre du nouveau dispositif a été réalisé en 2005.

En 2022, la commune comptait 399 habitants, en évolution de +3,37 % par rapport à 2016 (Mayenne : −0,73 %, France hors Mayotte : +2,11 %).
| 1793  | 1800  | 1806  | 1821  | 1831  | 1836  | 1841  | 1846  | 1851  |
| ----- | ----- | ----- | ----- | ----- | ----- | ----- | ----- | ----- |
| 1 250 | 1 265 | 1 446 | 1 430 | 1 522 | 1 600 | 1 545 | 1 567 | 1 527 |

| 1856  | 1861  | 1866  | 1872  | 1876  | 1881  | 1886  | 1891 | 1896 |
| ----- | ----- | ----- | ----- | ----- | ----- | ----- | ---- | ---- |
| 1 447 | 1 443 | 1 360 | 1 261 | 1 181 | 1 114 | 1 041 | 982  | 931  |

| 1901 | 1906 | 1911 | 1921 | 1926 | 1931 | 1936 | 1946 | 1954 |
| ---- | ---- | ---- | ---- | ---- | ---- | ---- | ---- | ---- |
| 862  | 794  | 773  | 627  | 608  | 575  | 554  | 514  | 515  |

| 1962 | 1968 | 1975 | 1982 | 1990 | 1999 | 2005 | 2006 | 2010 |
| ---- | ---- | ---- | ---- | ---- | ---- | ---- | ---- | ---- |
| 447  | 399  | 341  | 315  | 314  | 318  | 355  | 360  | 384  |

| 2015 | 2020 | 2022 | - | - | - | - | - | - |
| ---- | ---- | ---- | - | - | - | - | - | - |
| 384  | 388  | 399  | - | - | - | - | - | - |

## Culture locale et patrimoine

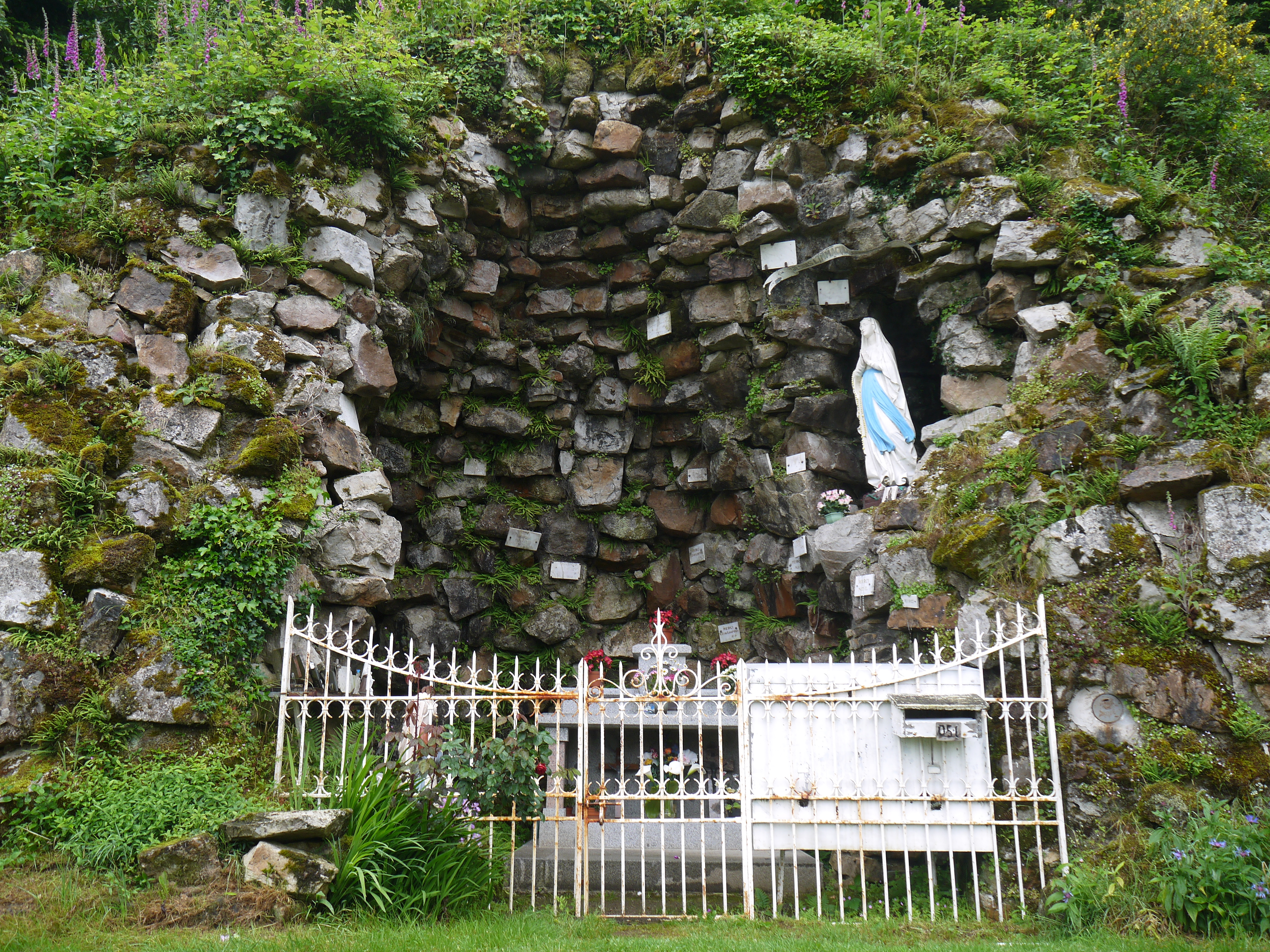
Le site de la Grotte consacré à la Vierge Marie.

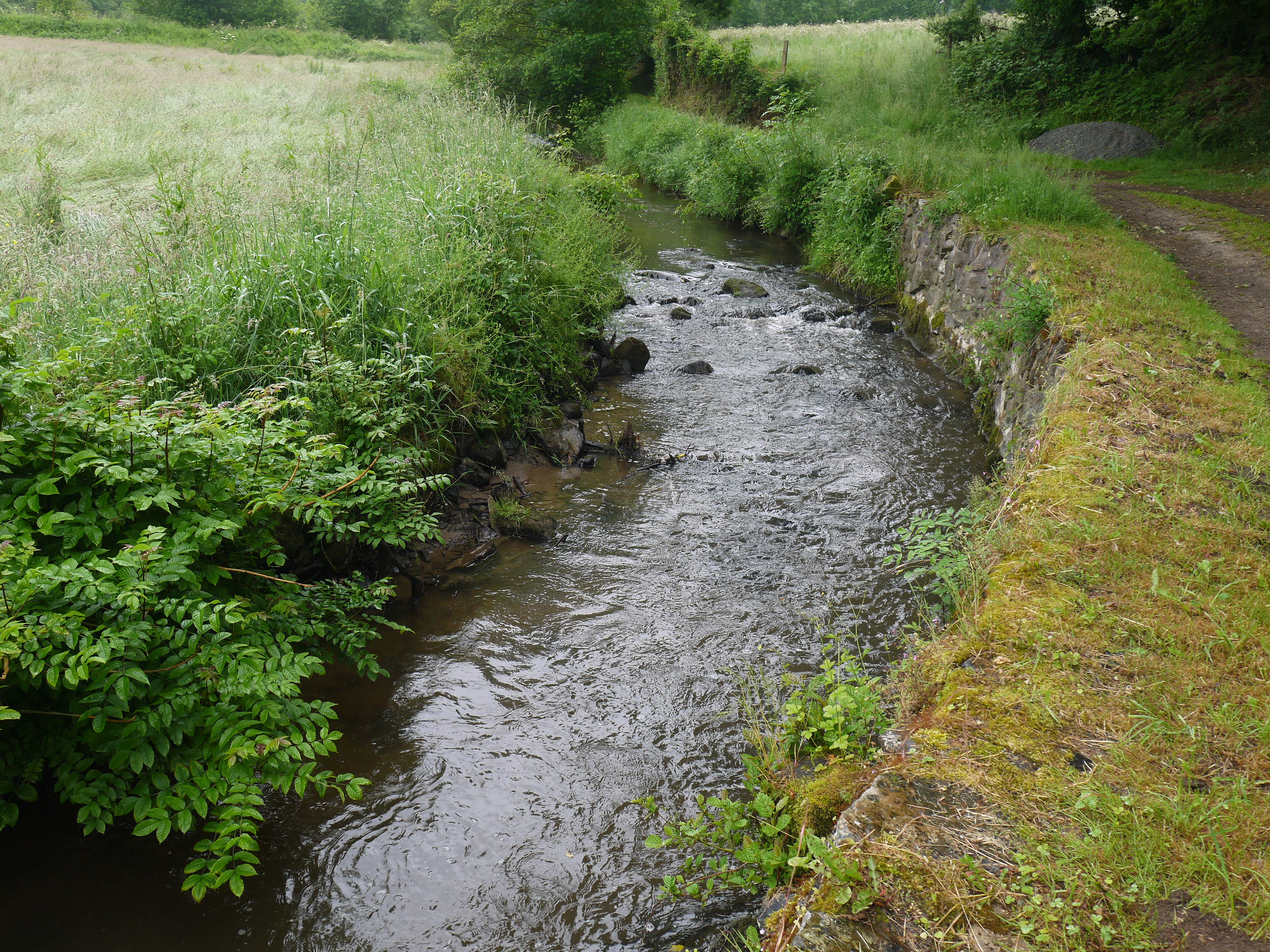
La Mayenne, qui prend sa source non loin de la commune.

### Lieux et monuments
- Église paroissiale Saint-Calais[27].
- Grotte « de Lourdes », au bord de la Mayenne.
- Sentiers pédestres dont le GR 22C.

### Patrimoine naturel
Saint-Calais du Désert abrite la vallée de la Doucelle, qui est inventoriée comme :
- une partie du site Natura 2000 du « bocage de la forêt de la Monnaie à Javron-les-Chapelles »[28].
- zone naturelle d'intérêt écologique, faunistique et floristique (ZNIEFF de (230 ha) du fait de la présence de : hermine, osmonde royale, truite fario, chabot commun et de l'écrevisse à pattes blanches[29] ;
- espace naturel sensible du conseil départemental de la Mayenne[30].

### Personnalités liées à la commune
- Jules Hervé-Mathé (1868 à Saint-Calais-du-Désert - 1953), peintre.

## Héraldique
| Blason de Saint-Calais-du-Désert | Blason  | D’azur, à une croix d’argent, cantonnée en 1 d’une lettre capitale C, en 2 et 3 d’une roue de moulin et en 4 d’une lettre capitale D, le tout d’or. |
| Blason de Saint-Calais-du-Désert | Détails | L’azur indique la présence de plusieurs cours d’eau dont la rivière Mayenne, le Pont Cordon et le Teilleul principalement. Cette couleur rappelle aussi celle de l’ancienne province du Maine à laquelle se rattache Saint Calais du Désert. La croix permet de rappeler la présence du prieuré qui a permis la fondation du village. Les lettres C et D représentent les initiales du village, la croix sous entendant le mot saint. Les roues de moulin symbolisent ceux qui trouvaient sur la commune. L’un d’entre eux servait à faire du papier tandis que deux autres étaient des foulons. Les ornements sont deux gerbes de blé d’or, mises en sautoir par la pointe et liées d’azur afin d’honorer l’activité agricole de la commune. Le listel d’argent porte le nom de la commune en caractères majuscules de sable. La couronne de tours dit que l’écu est celui d’une commune ; elle n’a rien à voir avec des fortifications. Le statut officiel du blason reste à déterminer. |